# Brasilia Challenger 1986
Il Brasilia Challenger 1986 è stato un torneo di tennis facente parte della categoria ATP Challenger Series nell'ambito dell'ATP Challenger Series 1986. Il torneo si è giocato a Brasilia in Brasile dal 17 al 23 marzo 1986 su campi in terra rossa.

## Vincitori

### Singolare
Pedro Rebolledo ha battuto in finale  Ronnie Båthman con il punteggio di 6–2, 6–2

### Doppio
Ronnie Båthman /  Stefan Svensson hanno battuto in finale  Gustavo Luza /  Gustavo Tiberti con il punteggio di 6–4, 6–1